# Жабокрич (притока Бованця)
Жабокрик, Жаборічка, Шалівка  (Сорока) — річка в Україні, у Волочиському районі Хмельницької області. Права притока Бованця (Медведівки) (басейн Дністра).

## Опис
Довжина річки 20 км., похил річки — 2,3 м/км. У річку впадає багато безіменних струмків, споруджено ставки. Площа басейну 49,8 км².

## Цікаві факти
Назва річки (Сорока) походить від того, що, раніше на території селища Війтівці був маслозавод, з якого відходи зливались у річку і формувалось чорно-біле забарвлення річки, прямо як оперіння птаха Сорока.
На данний момент витік річки пересохший, у зв'язку із заростанням та засміченості території витоку. Нижче річка впадала у невеликий ставок на території смт Війтівці який на данний момент повністю заріс вербою чим утворив зручний ареал для проживання змій, зайців та різних видів птахів. 
У період відлиги початок річки наповнюється водою та має течію, щоправда влітку він пересихає.

## Розташування
Бере початок на заході від Криштопівки. Спочатку тече на південний захід через Війтівці і в Мирівці впадає у річку Бованець, ліву притоку Збручу. 
Населені пункти вздовж берегової смуги: Кривачинці, Порохня, Лозова, Копичівка. 

У книзі Олександра Цинкаловського «Стара Волинь і Волинське Полісся» про цей населений пункт зазначено: 
| | \| Порохня, село Ст.-Костянтинівський пов. , Маничинська вол. , 84 км. від м. Ст.Костянтинова. Село положене над р. Жаборічкою ...[3] \| |
| Порохня, село Ст.-Костянтинівський пов. , Маничинська вол. , 84 км. від м. Ст.Костянтинова. Село положене над р. Жаборічкою ... | |

Річку перетинають автомобільні дороги: E50, М12, Р48.